# Municipio de Yautepec
El municipio de Yautepec es uno de los 38 municipios que integran el estado de Morelos, México. Forma parte de la región Tierra Grande y cuenta con una población de cerca de 105,780 habitantes.
Se localiza en la zona norte del estado de Morelos. Colinda al norte con los municipios de Tepoztlán, Tlayacapan y Atlatlahucan, al sur con  Tlaltizapán y Ayala, al oriente con Cuautla y al poniente con Jiutepec y Emiliano Zapata.
Yautepec es un importante destino turístico por sus construcciones del periodo virreinal y ruinas arqueológicas del periodo prehispánico.

## Toponimia

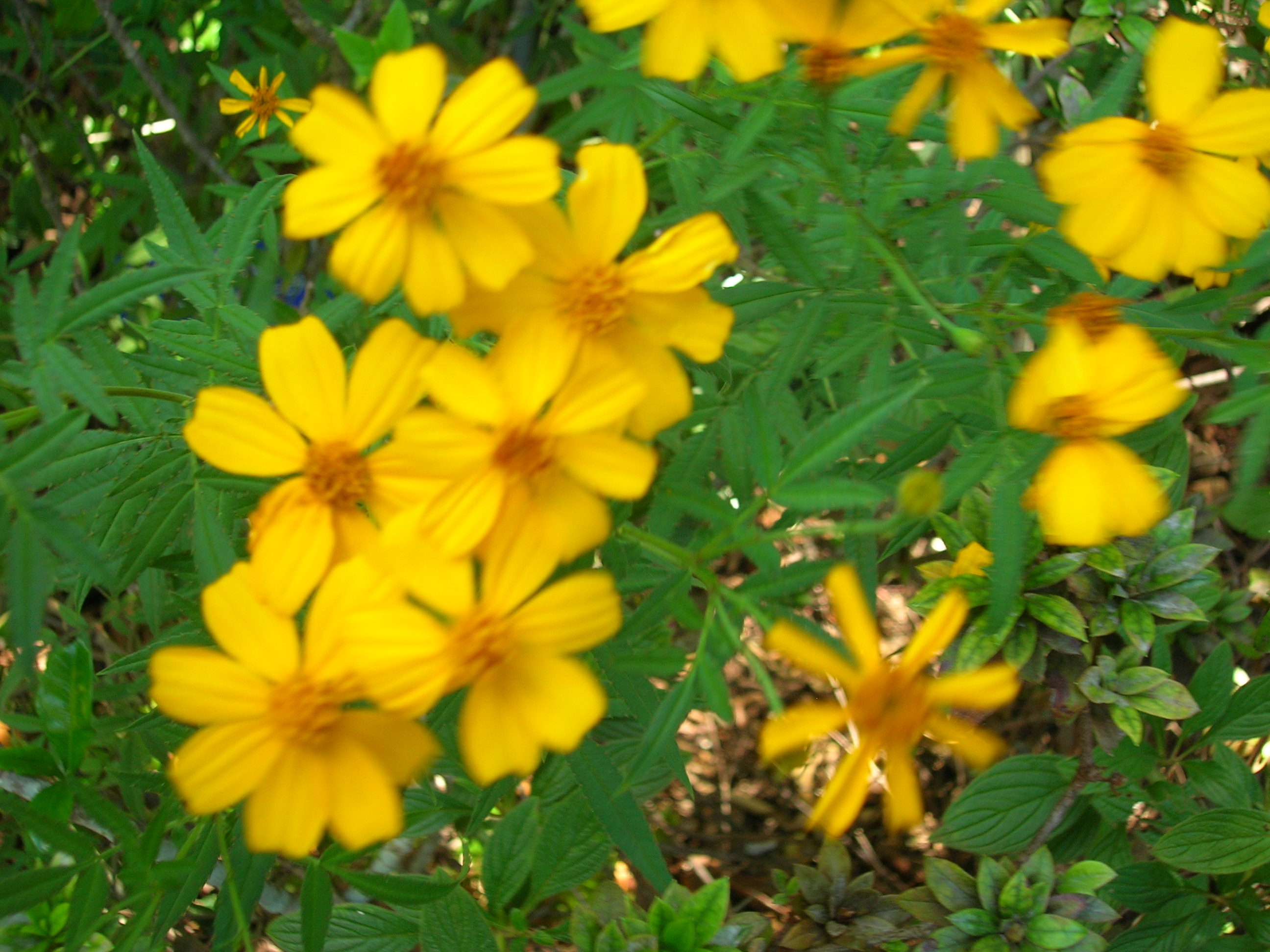
Flores de pericón, planta que le da nombre a Yautepec

El nombre Yautepec proviene de los siguientes vocablos náhuatl:
- Yautli, que se refiere a la planta de pericón, y
- Tepe-tl, cerro

Dando como significado "el cerro del pericón".
Si bien cercano al centro de Yautepec se encuentra el cerro del Tenayo, este no es el que le da su nombre, sino aquel que se encuentra al poniente, en donde las flores de pericón son comunes.
El vocablo Tenayo viene del idioma náhuatl y significa "en la muralla".
El escudo de Yautepec representa al cerro y la planta de pericón que le da el nombre al lugar.

## Historia

### Primeros pobladores
Los hallazgos arqueológicos en el cerro de Atlihuayán hacen suponer que en esa zona los habitantes eran de origen Olmeca que eran los que formaban el municipio y cabe destacar la importancia histórica precolombina, se ubicaba también en Itzamatitlán ya que en ese lugar fueron localizados importantes monumentos arqueológicos como las nueve pirámides del juego de pelota y piedras talladas representativos de la cultura Tlahuica.
En 1389, los habitantes de Yautepec, junto con los de Tetlama y Jiutepec atacaron a los Tlahuicas. Cuando Moctezuma subió al trono, salió a conquistar Yautepec sometiéndose al señor de México; a la llegada de los españoles gobernaba en esta región Tizapapalotzin, quien opuso resistencia a los conquistadores.
Oaxtepec se construyó en la época de Moctezuma, en un jardín para las personas más importantes de la región, una vez realizada la conquista la catequización corrió a cargo de los frailes dominicos quienes iniciaron la construcción del convento de la Asunción de la Virgen de 1567, "la que se encuentra ubicada enfrente de la plaza del arte".
Una de las haciendas que llegó a tener gran importancia fue la de Atlihuayán, propiedad de la familia Escandón, quienes habían pertenecido a la corte del imperio reconocido de Maximiliano.
Históricamente también se le reconoce como primera capital del estado de Morelos ya que el día 17 de abril de 1869 siendo presidente de la República Benito Juárez se constituye también a Francisco Leyva como primer gobernador del estado.

### Las Tetillas y El Idilio de los Volcanes
Las leyendas que nos cuentan sobre los volcanes dicen: que los volcanes fueron deidades, reyes o personajes llenos de amor por sus pueblos, por eso al morir, se convertían en hermosos volcanes, estos siempre eran matrimonios o simplemente enamorados que por causas del destino, realizarán sus esperanzas, por lo que si moría ella, era acompañado por él, quien al acompañar a su amada postrado para la eternidad junto con ella.
El Iztaccíhuatl, traza la figura yaciente de una mujer dormida bajo el sol. El Popocatépetl, flamea en los siglos como una apocalíptica visión.
Las tetillas, hermosas prominencias del terreno, casi iguales, vistas desde lejos, semejan voluptuosamente los senos de una mujer y desde cuya cúspide, por donde pasa el camino de Cuernavaca a Yautepec, se dominan los dos volcanes solemnes el Iztaccíhuatl y el Popocatépetl, que tienen una gran historia de amor, que es recordada con nostalgia por los caminantes sembradores de esperanza e ilusión.
Iztaccíhuatl, hermosa princesa de radiante sonrisa y de ojos cual luceros de la noche más bella, de cantos y embelesos que cual traviesos dan aliento al trovador que inspirado canta a la vida y al amor. Pero siempre hay algo que la vida empaña, sus padres reyes y caciques se oponían a que gallardos guerreros fuesen pretendientes, pues no eran dignos de obtener su amor, por ello triste y solitaria refugiándose en sus jardines esperaba ver en el horizonte al príncipe de sus sueños.
Veía el Cenzontle y al Ruiseñor que con sus cánticos despertaban el capullo de las flores llenas de lozanía que perfumaban con su encanto la nostalgia de su corazón.
Resulta que surgieron dos pretendientes: el primo de un caballero águila, guerrero distinguido al mando de las fuerzas del padre de la princesa, el segundo, el rey de la comarca de Yautepec, corpulento y soberbio, dos cánticos tras la misma belleza, inmaculada mujer de cabellos negros que se mecen con el suave viento de la naciente primavera.
El primero llamado Popocatépetl quien fue el que corrió la peor suerte, el rey padre de la Iztaccíhuatl le encomendó la defensa de su reino ya que se encontraba en guerra con diversos reinados y si regresaba victorioso obtendría la mano de su hija, el segundo el rey de Yautepec, el rey del Tenayo, el de las flores de pericón, el del maíz azul, el del caracol y el incienso, el soberbio rey de corazón de jade, el sí era visto con buenos ojos, el sí era aceptado por la corte de los reyes y la princesa flor de corazón y ojos de obsidiana, labios de nácar y pensamientos de paloma mensajera, pero ella estaba enamorada de Popocatépetl.
Él había flechado su corazón con un sentimiento profundo nacido desde la raíz de la tierra de modo que la frustración, la espera, los suspiros se convertían en espinas dolorosas que se clavan en el corazón, mientras el rey de Yautepec daba rienda a sus más variados y sofisticados acercamientos con la hermosa princesa, presentes, inciensos y grandes promesas de amor, para los caminos eran cortos floridos y de suaves fragancias, para él no había obstáculos, siempre encontraba las puertas abiertas, era recibido con homenajes y convivios, con teponaztles y caracoles, mientras la pobre princesa evadía su mirar, sus palabras, sus sonrisas, pasaba el tiempo, se sabían los triunfos de Popocatépetl pero, eran triunfos en vano porque ni así, el rey padre de la princesa cedía a las pretensiones de ese osado guerrero, más bien le urgía que su hija aceptara al rey su amigo, por lo que cierto día en el que el sol alumbró con sus primeros rayos dorados llenos de melancolía aceptó salir a dar un paseo la princesa con el rey de Yautepec.

### Las piedras grabadas de Coatlán
En el mes de julio de 1993, el Instituto de Cultura del Estado de Morelos, publicó en su boletín informativo, el siguiente artículo:

En 1960 y en 1968 se aceptó la tesis de arqueólogos e historiadores que ubica el mítico Tamoanchan en Xochicalco y que sostiene que precisamente en ese sitio tuvo lugar una extraordinaria convención de astrónomos y sacerdotes provenientes de la región del Golfo de México de la zona Maya y la cultura Zapoteca, en la que se produjo una reforma o un ajuste de calendarios que daría a la "Cuenta de los destinos" o "Calendario Adivinatorio" la perfección con la que se sabe que se empleó en Mesoamérica.

A principio de nuestro siglo, cuando las investigaciones al respecto comenzaban a apuntar en esa dirección, Cecilio A. Robelo presentó ante el XVIII Congreso Internacional de Americanistas un documento en el que se aportaban como prueba en favor de esa tesis unas figuras esculpidas en piedra procedentes de Coatlán con las que, al parecer, se conmemoraba la "Invención del Calendario". Reproducimos enseguida el documento de Cecilio A. Robelo.
En el año de 1900, un vecino de la Ciudad de Yautepec, conociendo mis aficiones a las antigüedades de México, me envío una hoja de papel en el que estaban dibujadas dos figuras humanas y me escribió lo siguiente: La hoja que remito a usted contiene el dibujo de dos personajes, pues uno parece rey. Estas figuras están toscamente esculpidas en unas piedras que se hallan en lugar llamado Coatlán, sitio solitario lleno de maleza, pues se encuentra a la izquierda del camino que une esta ciudad con la de Cuernavaca. Las gentes del campo, únicas que conocen estas piedras, las llaman "Piedras de los Reyes", tal vez por la especie de corona que tiene unas de las figuras y creen éstas son los retratos de los reyes o señores que en remota antigüedad gobernaban esta comarca. No teniendo estas figuras ningún signo cronográfico, ni siendo perceptibles sus atavíos no me detuve a estudiarlas, pues era casi imposible distinguir su origen histórico o mitológico.
Transcurrieron de nuevo algunos años, y cuando yo estudiaba el Códice Borbónico en la sabia interpretación que de él ha hecho el ilustre Don Francisco del Paso y Troncoso, unas figuras que están en la lámina 21 sorprendieron mi vista. Son muy semejantes a las de Coatlán, y se subió de punto mi sorpresa cuando observé que el jeroglífico que esta en la espalda de la figura que representa el varón es el mismo que tiene el varón de la piedra, esto es CIPACTLI, luego la figura de ambos lugares representa a CIPACTONAL, todavía tuve un motivo más de sorpresa: la figura del códice empuña en la mano derecha un punzón y de la piedra tiene también un punzón y con él escribe, en una escuadra de líneas paralelas, diversos caracteres. Esta última circunstancia nos sirvió después para conocer la verdadera significación de las figuras de las piedras.

La lectura de un pasaje del Paso y Troncoso afirmó nuestra creencia de que las figuras que las representan a CIPACTONAL y a OXOMOCO, nos trajo a la memoria lo que habíamos leído en el P. Duran, sobre que el Calendario había sido hecho en Cuernavaca. Aun cuando las piedras de Coatlán, no están en Cuernavaca, sino en Yautepec, sin embargo, como el nombre Cuernavaca se extendía a toda la región Tlahuica estaba comprendido Yautepec en esta denominación. De aquí pudimos inferir sin ninguna duda, que las piedras de Coatlán son un monumento conmemorativo de la invención del calendario esto es, del TONALAMATL, y que por consiguiente confirma la verdad de la tradición conservada por los indios a que se refiere Paso y Tronco, de que CIPACTONAL y OXOMOCO eran los autores del calendario y confirma también la observación que fue hecho en Cuernavaca.

En la actualidad, estos vestigios han sido blanco de vándalos que han destrozado irreversiblemente la integridad de estos grabados históricos, y ninguna autoridad, municipal, estatal ni federal se han hecho cargo para preservar este patrimonio arqueológico.

## Personajes ilustres

### Cura Antonio Montesco y Ripoll
Originario de España, murió en Yautepec el 3 de enero de 1891 a los 82 años de edad, fue sepultado en las instalaciones del hospital y que actualmente es la casa de la cultura.

### Virginia Fábregas García
Nació en la Hacienda de Oacalco en el municipio de Yautepec el 17 de diciembre de 1871. Fue hija de Ricardo Fábregas, de origen español, y de la señora Úrsula García de Figueroa. Su vocación por el teatro se manifestó desde la adolescencia cuando el dueño de la Hacienda de Apanquetzalco construyó un teatro en la cabecera municipal.
A la muerte de su padre se vio en la necesidad de trabajar arduamente para ganarse la vida y de ahí en adelante escaló la fama tanto en México como en Europa como una notable actriz del teatro y cine. Murió en la Ciudad de México el 17 de noviembre de 1950.

### Coco Celis
Comediante mexicano nacido en Yautepec Morelos, conocido como el duende de Yautepec.

## Geografía

### Descripción breve
Teniendo como marco el cerro de las Tetillas como guardián del valle del municipio, se yergue Yautepec, pueblo pintoresco del Estado de Morelos, hoy convertido en ciudad, por el rápido crecimiento urbano.
La torre de la Parroquia de la Asunción sobresale airosa y señorial de entre el caserío adornado su contorno con el ramaje de los árboles matizados de diferentes gamas de verdor.
Yautepec, antiguo rincón de nuestra provincia Morelense fue inmortalizado por el gran Ignacio Manuel Altamirano, en su obra literaria El Zarco en esa época se describía a Yautepec como: 

Un risueño pueblecito en donde la gran mayoría de los huertos de las casas, había naranjales, limoneros, cafetales, pomarrosas, ciruelos, aguacates y multitud de árboles frutales.

### Ubicación
El municipio se encuentra en la zona norte del estado de Morelos, localizado en las coordenadas geográficas extremas 18°53' N de latitud y 99°04′ O de longitud, a una altura aproximada de 1,210 m s. n. m., por su ubicación geográfica y extensión territorial es el único municipio del estado que se encuentra dentro de las dos  principales áreas metropolitanas de Morelos, que son la Zona Metropolitana de Cuernavaca y la Zona metropolitana de Cuautla.

### Superficie
Tiene una extensión territorial de 203 km² ocupando así el 4.09% de la superficie total del estado de Morelos.

### Municipios colindantes
Yautepec colinda con los siguientes municipios:
- Cuautla
- Atlatlahucan
- Tlaltizapán
- Emiliano Zapata
- Ayala
- Tlayacapan
- Jiutepec
- Tepoztlán

### Orografía e hidrografía
Al poniente del municipio está la cordillera del cerro de las Tetillas que alcanza 1624 m s. n. m., se encuentra el cerro del Pericón con 1500 m de altura, al sur se localiza el cerro de Montenegro de 1600 m s. n. m., al poniente el cerro de la Iglesia Vieja con 1200 m s. n. m.; y el cerro de Calderón que separa los valles de Amilpa y Yautepec. Las zonas occidentales cubren el 14 % del territorio al poniente y al sur, las zonas semiplanas cubren a su vez el 25 %. Al norte y la parte sur las zonas planas.
El municipio cuenta principalmente con el río Yautepec, que nace en los manantiales de Oaxtepec y recibe los derrames de aguas corrientes como la de Tlayacpan y la de Totolapan, cruza la cabecera municipal y se une con el río Tepoztlán, para por las haciendas de Atlihuayan y Xochimancas, al entrar al municipio de Tlaltizapán cambia el nombre por el del "Higuerón". Entre los arroyos de caudal permanente más importantes están el de Atongo, el de la barranca del esconde, el de Huasosoyucan y la villa, al sur del municipio. También existen ramales intermitentes como el Ignacio Bastida, el Itzamatitlán y la barranca del bosque, de aguas frías potables, además del manantial de aguas sulfurosas de Oaxtepec. Existen tres bordos y 34 pozos para extracción de agua.
Debido a que el río Yautepec cruza la cabecera municipal esta sufre de inundaciones constantemente durante la temporada de lluvias cuando el caudal del río aumenta, esto es provocado porque el crecimiento urbano ha reducido el cauce del río y por la mala prevención del gobierno. Dichas inundaciones dejan un gran número de damnificados y pérdidas económicas a los comerciantes de la zona.

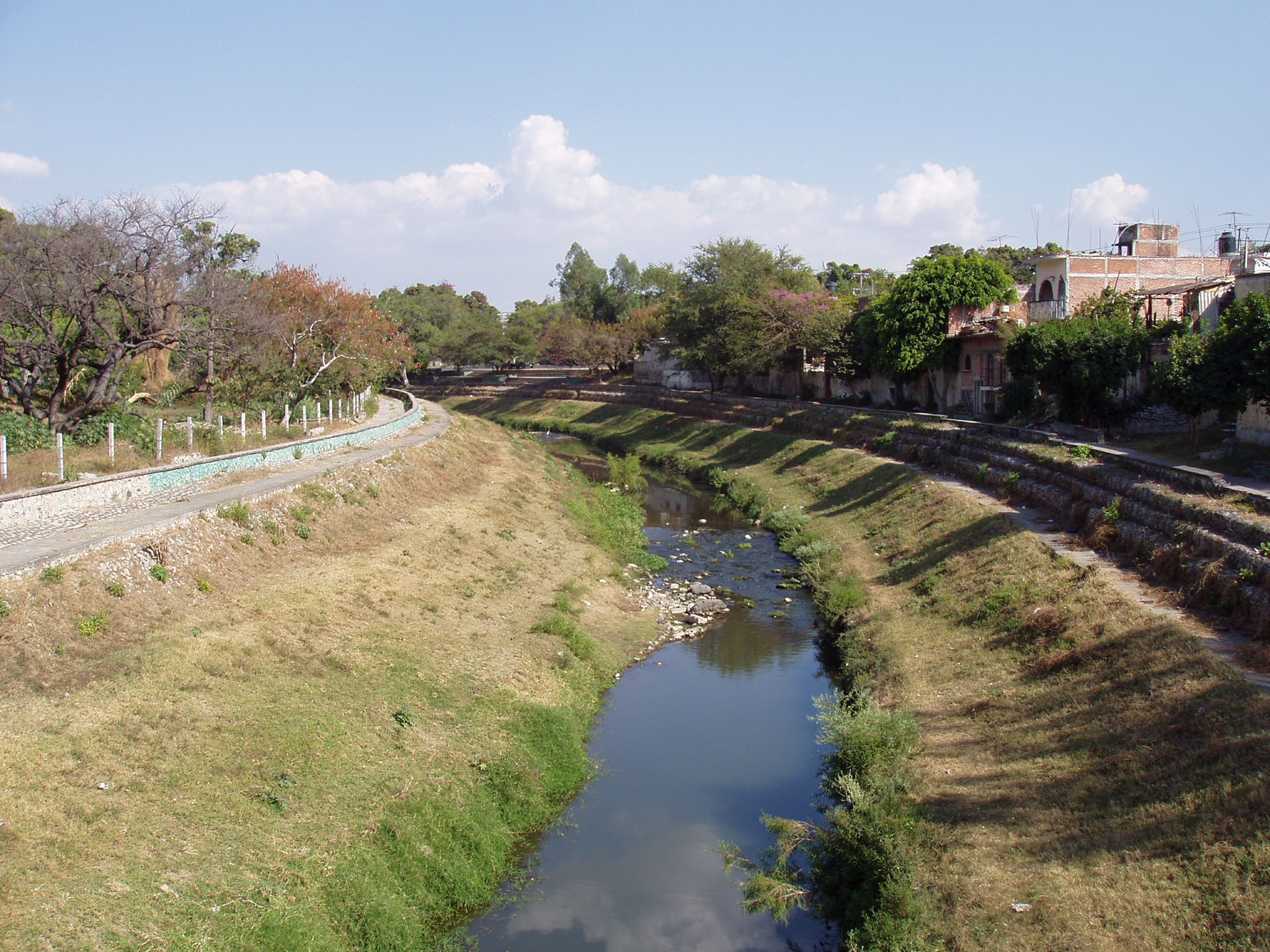
Río Yautepec

### Clima
La temperatura media es de 22,7 °C el tipo de clima es cálido subhúmedo con lluvias en verano, con precipitación pluvial anual de 946 mm.

### Flora
Esta es constituida principalmente por selva baja caducifolia, de clima cálido: jacaranda, tabachin, casahuate, ceiba y buganvilla.

### Fauna
Esta se constituye de venado cola blanca, jabalí, mapache, tejón, zorrillo, armadillo, liebre, conejo, coyote, gato montés, comadreja, cacomixtle, tlacuache, murciélago, pájaro bandera, chachalaca, arruca copetona, zopilote, aura, cuervo, lechuza, y aves de ornato, etc…

### Características y uso del suelo
El municipio cuenta con una superficie aproximada de 202.93 km², de los cuales en forma general se utilizan 9006 hectáreas para uso agrícola y 5816 hectáreas para uso pecuario. En cuanto a la tenencia de la tierra se puede dividir en 10 555 hectáreas de propiedad ejidal, 2256 ha de propiedad comunal y 3068 hectáreas de propiedad privada.

## Demografía

### Localidades
En el censo de 2020 el municipio de Yautepec contaba con 100 localidades.
| Código INEGI      | Localidad             | Población (2020) |
| ----------------- | --------------------- | ---------------- |
| 170290001         | Yautepec de Zaragoza  | 44 353           |
| 170290024         | La Joya               | 14 126           |
| 170290005         | Cocoyoc               | 10 178           |
| 170290013         | Oaxtepec              | 7 097            |
| 170290003         | Los Arcos             | 5 736            |
| 170290012         | Oacalco               | 2 543            |
| 170290025         | Lázaro Cárdenas       | 1 503            |
| 170290173         | Rancho Cuachixolotera | 1 414            |
| 170290008         | Itzamatitlán          | 1 366            |
| 170290158         | Emiliano Zapata       | 1 251            |
| 170290079         | Corral Grande         | 1 199            |
| 170290014         | San Isidro            | 1 153            |
| 170290007         | Ignacio Bastida       | 1 119            |
| 170290011         | La Nopalera           | 1 005            |
| Otras localidades | Otras localidades     | 11 737           |
| Total municipal   | Total municipal       | 105 780          |

### Grupos étnicos
En el municipio existen 857 hablantes de lengua indígena, el porcentaje del total del municipio que representan es de 1,21 %, mientras que sus dos principales lenguas indígenas son el náhuatl y el mixteco.
De acuerdo a los resultados que presentó el II Conteo de Población y Vivienda en el 2005, en el municipio habitan un total de 661 personas que hablan alguna lengua indígena.

### Evolución demográfica
Cabe señalar que para el año 2000, según los resultados del Censo de Población y Vivienda efectuado por el INEGI, en el municipio se computaron 84 405 habitantes, de los cuales 41 000 son hombres y 43 405 mujeres. La población total del municipio representa el 5.43 % de la población total del estado.
De acuerdo a los resultados que presentó el II Conteo de Población y Vivienda en el 2005, el municipio cuenta con un total de 84 513 habitantes.

## Actividad económica
Principales sectores, productos y servicios
Como parte importante de las actividades económicas podemos enumerar las relacionadas con la agricultura y en mejor escala las pecuarias.
Agricultura
Los principales cultivos son la caña, arroz, cebolla, jitomate, sorgo, maíz y frijol. También existen viveros de árboles frutales, plantas y flores de ornato.
Ganadería
Mientras que en la ganadería se cría ganado bovino, porcino, caprino y caballar en pequeña escala, también se explota la avicultura y la apicultura.
Población económicamente activa por sector
| Sector                                    | Población |
| ----------------------------------------- | --------- |
| Primario (agricultura y ganadería)        | 3139      |
| Secundario (industria y alfarería)        | 5177      |
| Terciario (turismo, comercio y servicios) | 8083      |

## Atractivos culturales y turísticos
Yautepec de Zaragoza, antiguamente era un centro urbano azteca cuyos vestigios hoy se encuentran bajo la ciudad, aquí se encuentra el Centro Vacacional IMSS Oaxtepec denominado el más grande de Latinoamérica.

### Balnearios
- El Bosque
- Centro Vacacional IMSS Oaxtepec
- El Recreo
- Itzamatitlan
- Vista del Sol
- Balneario los Arcos
- Los Robles
- Los Delfines
- Los Sauces
- Los Ciruelos
- Six Flags Hurricane Harbor Oaxtepec

### Monumentos históricos
- La parroquia de la Asunción en Rancho Nuevo
- La capilla del Barrio de Santiago
- La iglesia del barrio de Ixtlahuacán y la capilla del Barrio de San Juan.
- La parroquia de la Asunción por ejemplo fue fundada por Fray Lorenzo de la Asunción entre los años 1554 a 1567.

Las exhaciendas de molienda de caña; mudos testigos de la vida laboriosa de los yautepequenses y gran muestra de la vida colonial, en la cual las haciendas como fortalezas albergaban a ciertas comodidades encerradas en regias construcciones de abolengo y arquitectura grandiosa, así tenemos las haciendas de Oacalco, Apanquetzalco, Atlihuayán, San Carlos Borromeo, Cocoyoc y Xochimancas.

### La pirámide de Yautepec
La pirámide de Yautepec por mucho tiempo fue un centro urbano azteca en el pasado, el cual sirvió de centro ceremonial dedicado al tlatoni Eckatl, dicho centro ceremonial en la actualidad es un lugar visitado por los lugareños, además sirve como museo y lugar para desarrollar eventos artísticos y culturales.

### Carnaval

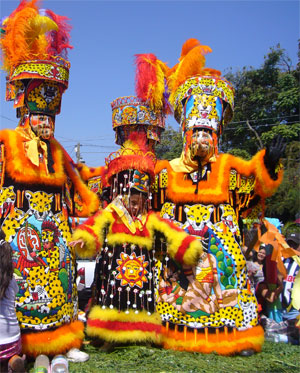
Chinelos en el carnaval

El carnaval de Yautepec se es una fiesta móvil que se realiza el viernes ya pasado el miércoles de ceniza , y consta de 4 días, que abarcan el viernes, sábado, domingo, y lunes; este comienza con la tirada de Juan Carnaval llamado el  "mal humor" que es la representación de un ataúd con el con un señor "mal humor" dentro, que después de ser llevado por las calles es arrojado al río pero antes se lee el testamento que supuestamente dejó para sus mujeres ya después es para evitar que se presenten dentro del carnaval.
El comienzo de los desfiles carnavalescos en Yautepec inicia el viernes en la mañana con los preescolares quienes son los que inauguran estas festividades en los que diferentes escuelas participan con disfraces, comparsas y carros alegóricos.
La secuencia de los eventos en los cuales participa la mayoría de las personas son los siguientes:
- Desfile de corso
- Desfile de fantasía
- Desfile de bachata
- Desfile regional
- Desfile de la batalla de las flores

Otra de las actividades más relevantes del carnaval es la presentación de las llamadas "viudas" que son hombres vestidos de mujeres que son representaciones a las mujeres de Juan carnaval "el mal humor" las cuales participan en un concurso o show en el cual demuestran el potencial que tienen al vestirse como tal de mujer , todo esto para ganar una compensación económica.
La presencia de las llamadas comparsas tocando la música de Chinelo acompañada con personas disfrazadas de estos mismos se hace notar el viernes, primer día de carnaval; se tiene una comparsa por cada barrio o colonia.
En el mismo carnaval se presenta el teatro del pueblo, que trae consigo la actuación de varios artistas, así como una gran cantidad de puestos ambulantes de venta de cerveza, recuerdos y comida.